# Slowakische Badmintonmeisterschaft 1982
Die Slowakische Badmintonmeisterschaft 1982 war die 16. offizielle Auflage der Titelkämpfe im Badminton in der Slowakei. Sie fand vom 13. bis zum 14. Februar 1982 in Košice statt.

## Medaillengewinner
| Disziplin    | Gold                             | Silber                              | Bronze                          |
| ------------ | -------------------------------- | ----------------------------------- | ------------------------------- |
| Herreneinzel | Vladimír Vaško                   | Alojz Keníž                         | Ľubomír Čechovský               |
| Herreneinzel | Vladimír Vaško                   | Alojz Keníž                         | Ľubomír Schmidtmayer            |
| Dameneinzel  | Jitka Čuprová                    | Dagmar Mošonová                     | Viera Krnáčová                  |
| Dameneinzel  | Jitka Čuprová                    | Dagmar Mošonová                     | Svetlana Mydlíková              |
| Herrendoppel | Vladimír Vaško Ľubomír Čechovský | Alojz Keníž Ľubomír Schmidtmayer    | Vladimír Mazúr Igor Novák       |
| Herrendoppel | Vladimír Vaško Ľubomír Čechovský | Alojz Keníž Ľubomír Schmidtmayer    | Jaroslav Kozák Vladimír Šteffan |
| Damendoppel  | Dagmar Mošonová Jitka Čuprová    | Katarína Auerová Svetlana Mydlíková | Zdena Čajková Erika Kiráľová    |
| Damendoppel  | Dagmar Mošonová Jitka Čuprová    | Katarína Auerová Svetlana Mydlíková | Mária Zamborová Ľuba Sliacka    |
| Mixed        | Vladimír Vaško Dagmar Mošonová   | Jaroslav Kozák Jitka Čuprová        | Vladimír Šteffan Viera Krnáčová |
| Mixed        | Vladimír Vaško Dagmar Mošonová   | Jaroslav Kozák Jitka Čuprová        | Alojz Keníž Mária Zamborová     |